# Tremper Longman
Tremper Longman (Princeton, 8 settembre 1952) è un biblista e docente statunitense, specializzato negli studi veterotestamentari.
È l'autore di Dictionary of the Old Testament: Wisdom, Poetry & Writings, premiato nel 2009 dall'Evangelical Christian Publishers Association come miglior libro dell'anno.

È stato membro senior del comitato editoriale che ha prodotto e che aggiorna la New Living Translation, per la quale ha curato la traduzione dei libri sapienziali.

## Biografia
Laureatosi all'Università Wesleyana dell'Ohio, conseguì il suo Master of Divinity al Westminster Theological Seminary di Glenside, il Master of Philosophy e il PhD all'Università di Yale.
Longman è professore di Studi Biblici presso il Westmont College, istituto privato interdenominazionale cristiano di arti liberali, con sede a Santa Barbara, in California, nel quale Robert H. Gundry insegnò biblistica per diciannove anni, prima del suo pensionamento nel 2017.

Successivamente, divenne professore ospite della Seattle School of Theology and Psychology, professore a contratto presso il Fuller Theological Seminary e docente ospite presso il Regent College e il Canadian Theological Seminary.
Nel 2016, è stato uno dei principali relatori al convegno della Korea Reformed Theological Society.
È sposato con Alice Longman ed è padre di tre figli.

## Opere
Logman ha pubblicato i commentarii dei seguenti libri biblici:
- Cantico di Salomone ed Ecclesiaste, pubblicato nella collana New International Commentary on the Old Testament;
- Libro di Daniele, nella NIV Application Commentary;
- Libro di Geremia e delle Lamentazioni nella New International Biblical Commentary;
- Libro dei Proverbi, all'interno della serie Baker Old Testament Wisdom.